# Kazumi Takahashi
Pour les articles homonymes, voir Takahashi.
Kazumi Takahashi (高橋 和巳, Takahashi Kazumi), né le 31 août 1931 à Osaka et mort le 3 mai 1971 à Kamakura dans la préfecture de Kanagawa, est un romancier japonais et spécialiste de littérature chinoise de l'ère Shōwa. Sa femme est l'écrivaine Takako Takahashi.

## Biographie
Né dans l'arrondissement de Naniwa-ku à Osaka, Takahashi est diplômé de l'université de Kyoto. Alors qu'il est encore étudiant, il donne des textes au magazine littéraire Gendai Bungaku. Il est encouragé à étudier le chinois et l'histoire chinoise par son camarade écrivain Eiji Yoshikawa. Il est nommé professeur à l'université de Ritsumeikan à Kyoto en 1959. Pendant les violents mouvements de protestation étudiants dans les années 1960 contre le traité de coopération mutuelle et de sécurité entre les États-Unis et le Japon, Takahashi est un fervent partisan du mouvement étudiant radical. Il enseigne brièvement à l'université Meiji en 1966 avant de retourner l'université de Kyoto en 1967.
Son roman, Hi no utsuwa (« Navire de Tristesse », 1962), dépeint la perte de respectabilité d'un doyen de l'université en raison de ses amours égocentriques. Parmi ses autres ouvrages on compte Yuutsu naru Toha (« Une faction de mélancolie », 1965) et Jashumon (« Foi hérétique », 1965–1966).
Takahashi meurt d'un cancer du côlon à l'âge de 39 ans. Sa tombe se trouve au cimetière Fuji Reien dans la préfecture de Shizuoka.

## Source de la traduction
- (en) Cet article est partiellement ou en totalité issu de l’article de Wikipédia en anglais intitulé « Kazumi Takahashi » (voir la liste des auteurs).